# Guldmønten
Guldmønten er en dansk stumfilm fra 1913, der er instrueret af August Blom efter manuskript af William Soelberg.

## Handling
Denne artikel mangler et handlingsreferat. Hjælp os med at skrive det.

## Medvirkende
- Valdemar Psilander - Egil Stevenson
- Gerd Egede-Nissen - Irene
- Thorkild Roose - Godsejer von Hohenstein
- Ebba Thomsen - Elly, godejerens datter
- Frederik Jacobsen - O'Neil, skærsliber, Irenes far
- Otto Lagoni
- Carl Lauritzen
- Tronier Funder